# Cardium
Cardium é um gênero de moluscos bivalves marinhos da família Cardiidae.

## Espécies
Abaixo estão listadas todas as espécies consideradas válidas (reconhecidas), de acordo com as seguintes bases de dados: Sistema de Informação Taxonômica Integrada (ITIS) , Base da Vida Marinha (SLB)  e Registro Mundial de Espécies Marinhas (WoRMS) .
- Cardium aculeatum (Linnaeus, 1758) (SLB)
- C. costatum Linnaeus, 1758 (SLB E WoRMS)
- C. echinatum Linnaeus, 1758 (ITIS e SLB)
- C. edule (Linnaeus, 1758) (SLB)
- C. exiguum (Gmelin, 1790) (ITIS e SLB)
- C. glaucum marsi Nordsieck, 1969 (WoRMS)
- C. indicum Lamarck, 1819 (WoRMS)
- C. maxicostatum Ter Poorten, 2007 (WoRMS)
- C. obovalis Sowerby in Broderip & Sowerby, 1833 (WoRMS)
- C. ovale (ITIS e SLB)
- C. pavcicostatum (ITIS e SLB)
- C. ringens Bruguière, 1789 (SLB)
- C. rubricundum Reeve (WoRMS)
- C. scabrum  (ITIS e SLB)
- C. tuberculatum (Linnaeus, 1758) (SLB)

## Registro fóssil
O registro fóssil de bivalves do gênero Cardium apresenta as seguintes espécies:
- C. hauniense (Hopner Petersen & Russell, 1971)
- C. praeedinatum - Fóssil do Período Terciário encontrado na Polônia.
- C. sulcatum - Fóssil do Plioceno  encontrado na região de Etna, na Itália.
- C. vanhungii - Fóssil do Plioceno.

## Distribuição
Atlântico oriental.